# Schreckhorn
O Schreckhorn é uma montanha dos Alpes berneses situado no chamado cantão de Berna, na Suíça que conjuntamente com o Lauteraarhorn formam um belo duplo cume. Com 4078 m de altitude faz parte dos cumes dos Alpes com mais de 4000 metros. Tem 792 m de proeminência topográfica.

## Geografia
O Schreckhorn encontra-se na parte oriental do Oberland bernês entre Grimsel e Fiescher, e é o cume final da aresta cuminal com cerca de 10 km que fica de noroeste a sudeste com o Mettenberg (3104 m), Ankenbälli (3164 m), Gwächtenhorn (3164 m), Klein Schreckhorn (3494 m), Nässihorn (3741 m), o próprio Schreckhorn, Lauteraarhorn (4042 m), Kleines Lauteraarhorn (3737 m) e Lauteraar Rothörner (3473 m), sendo o mais rugoso e árduo do conjunto dos 4000 m dos Alpes berneses.

## Ascensões
A primeira ascensão é feita a 16 de agosto de 1861 por Peter Michel, Leslie Stephen, Ulrich Kaufmann e Christian Michel

## Literatura
O Schreckhorn é evocado por Friedrich Schiller em "Guilherme Tell", assim como numa carta que Heinrich von Kleist escreveu à irmã.